# Тастер
Тастер или типка је врста прекидача електричних кола који прекида или спаја два или више проводника (мултипл од два) само када је притиснут од стране корисника. Иначе се аутоматски, путем опруге или другог решења враћа у стални-почетни положај. Тастер се користи за степенишно осветљење, електрично звоно на вратима, тастатуру рачунара, као и у радио-аматеризму, за одашиљање морзеовог кода. Струја коју тастер прекида није велика реда величине до 500 мили Ампера. За прекидање већих струја користе се прекидачи а за струје преко 10 Ампера се користе склопке. 